# Deutsches Gymnasium für Nordschleswig
Deutsches Gymnasium für Nordschleswig er det tyske mindretals gymnasium i Danmark. Det blev stiftet i 1959 og har i dag ca. 180 elever på 9 klasser. Rektoren er p.t. Jens Mittag.
Efter endt skolegang har eleverne mulighed for både at få en dansk og en tysk studentereksamen. De kan altså vælge at studere både i Danmark og Tyskland. Undervisningen foregår på tysk, udover i faget dansk, engelsk, fransk og spansk, men følger ellers de samme retningslinjer som et almindeligt dansk gymnasium. Tysk på A-niveau (fortsætter) undervises på samme niveau som i Schleswig-Holstein. Det er derfor et krav at alle der kommer til DGN, har et godt kendskab til det tyske sprog.  

## Studieretninger
- matematisk-naturvidenskabelig (matematik A, kemi B, fysik B)
- biologisk (biologi A, Kemi B)
- sproglig (engelsk A, tysk A og fransk B eller spansk B)
- musik (musik A, Tysk B)
- samfundsvidenskabelig (engelsk A, Tysk A, samfundsfag B)

## Valgfag
| A-niveau                                                             | B-niveau                                                                | C-niveau                                     |
| engelsk matematik biologi kemi fysik musik samfundsfag fransk spansk | biologi kemi naturgeografi kunst musik fysik idræt samfundsfag religion | biologi kemi latin naturgeografi kunst musik |

## Efter skole tilbud
DGN tilbyder mange aktiviteter, som der foregår uden for skoletiden. F. eks tilbydes teater og volleyball. 
Teater: Teaterlinien laver hvert år en theater fremvisning ofte med musik, som altid opføres i foråret. 

## Andre tilbud
Skolen deltager regelmæssigt i internationale udvekslingsprojekter, har et elevambassadørprojekt sammen med Duborg-Skolen og A.P. Møller Skolen
Desuden tilbydeset praktikophold i det europæiske parlamentet i Bryssel.

## Kostskolen
Til skolen er der tilknyttet en kostskole. Det ligger lige ved siden af skolebygningen. Eleverne på kostskolen bor i to- personers værelser. 
Eleverne lærer, at deltage aktivt i fællesskabet, en positiv indsats ved arrangementer og at tage ansvar for sig selv og sine bofæller. Det betyder også, at de selv skal tilrettelægge dagens opgaver, som f.eks. skolearbejde, sengetider etc.

## Kendte studenter fra Deutsches Gymnasium für Nordschleswig
- 1976-  Hans Michael Jebsen, dansk foretningsmand, iværksætter,  og administrerende direktør for handelsfirmaet Jebsen & Co. Ltd. i Hong Kong med 6000 ansatte, miliardær
- 1981 - Hans Schmidt Petersen, forfatter
- 1981 - Reinhard Klahn, forfatter, cand.merc. og underviser ved Handelshøjskolen i Aarhus
- 2000-  Nima Nabipour, Skuespiller, Entertainer og jurist, havde sin egen tv serie i det danske fjernsyn.
- 2005 - Anne Sina, politiker og MF
- 2015 - Sophie Roessler, atlet